# Ehrharta festucacea
Ehrharta festucacea là một loài thực vật có hoa trong họ Hòa thảo. Loài này được Willd. ex Schult. & Schult.f. mô tả khoa học đầu tiên năm 1830.